# Динамічний тиск
Динамі́чний тиск (рос. динамическое давление; англ. dynamic pressure; нім. dynamischer Druck m) — частина тиску всередині рухомої рідини або газу, зумовлена їх рухом; характеризує їх кінетичну енергію.
{\displaystyle p_{dyn}={\frac {\rho v^{2}}{2}}},
де {\displaystyle \rho } — густина, v — швидкість потоку рідини або газу.

## Фізичне значення
Динамічний тиск тісно пов'язаний з кінетичною енергією частин рідини, оскільки обидві величини пропорційні масі частки (через щільність, у разі динамічного тиску) і квадрату швидкості. Динамічний тиск є одним з членів Рівняння Бернуллі, яке по суті є рівняння збереження енергії для рідини в русі. Динамічний тиск дорівнює різниці між тиском гальмування та статичним тиском.